# Histoire du Maghreb
 (mai 2025).
Améliorez-le ou discutez des points à vérifier. 
 (juin 2008).
Si vous disposez d'ouvrages ou d'articles de référence ou si vous connaissez des sites web de qualité traitant du thème abordé ici, merci de compléter l'article en donnant les références utiles à sa vérifiabilité et en les liant à la section « Notes et références ».

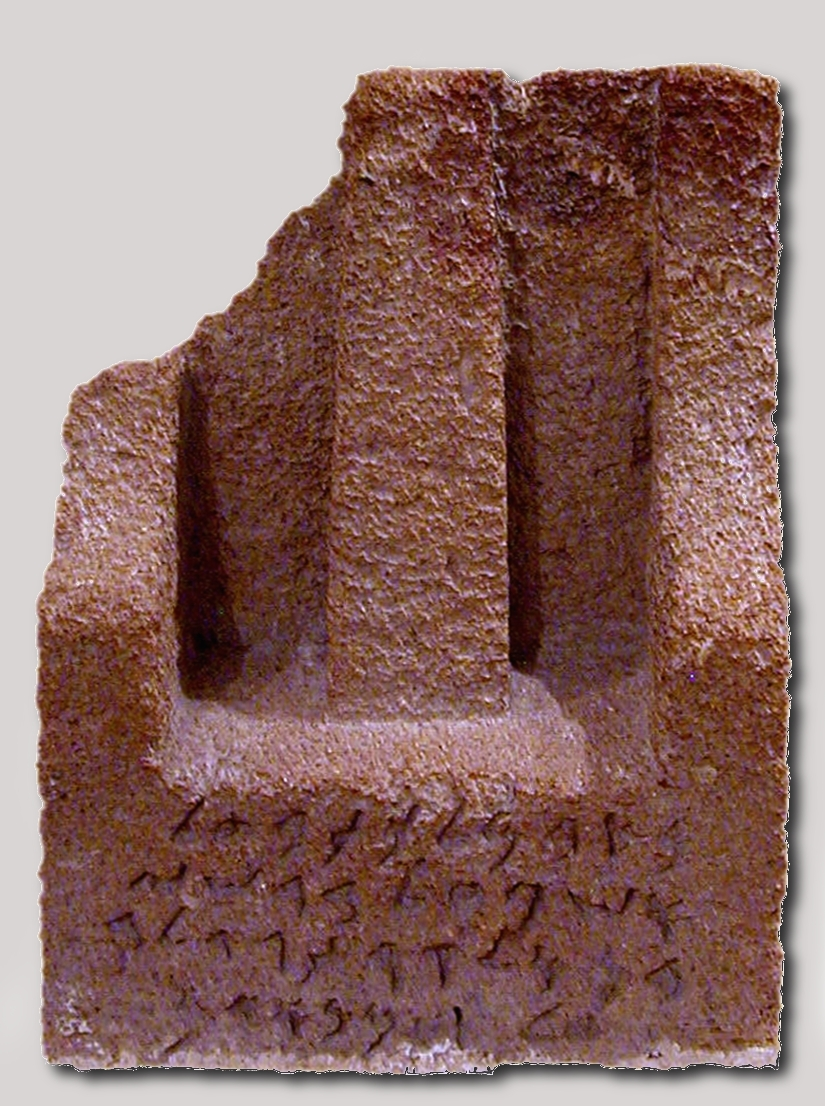
Cippe votif avec inscription, H 0.65 m l 0.42 m ;, CIS I, 5684.

L’histoire du Maghreb désigne l’évolution politique, sociale, culturelle et religieuse de la région située à l’ouest du Machrek, englobant principalement le Maroc (et le territoire disputé du Sahara occidental), l’Algérie, la Tunisie, la Libye et la Mauritanie. 

## Préhistoire
Le Maghreb est mondialement connu pour son patrimoine préhistorique. Les fouilles sur site de Djebel Irhoud ont permis notamment de retrouver des restes d'Homo Sapiens considérés comme les plus anciens de l'espèce (315 000 ans avant notre ère). Ce site est d'ailleurs aussi connue pour son industrie lithique moustérienne.
La période de l'Atérien est connue uniquement en Afrique du Nord. Cette période se caractérise par la maîtrise de la production d'outils présentant des pédoncules destinés à faciliter l'emmanchement. Cette période a aussi connu un changement climatique, puisque la faune et la flore se raréfient, laissant place au désert qui coupe aujourd'hui l'Afrique en deux. Le site atérien le plus ancien est daté de 145 000 ans avant notre ère, à Ifri n'Ammar au Maroc. Les sites atériens se multiplient à partir d'environ 130 000 ans, quand le climat devient plus favorable en Afrique du Nord.
Le Paléolithique supérieur est marqué par l'arrivée de l'industrie ibéromaurusienne. À Taforalte (Berkane), les outils retrouvés datent de 30 à 20 000 ans av. J.-C. Des rites funéraires sont identifiés : les morts ont le corps en décubitus latéral et les os peints. L'industrie lithique ibéromaurusienne est l'œuvre d'un type d'homme moderne, l'Homme de Mechta-Afalou. Entre 20 et 50 % du patrimoine génétique des Maghrébins modernes est issu des Ibéromaurusiens. Les restes fossiles de l’Homme de Mechta-Afalou sont très nombreux et s’élèvent à près de 500 spécimens. Ils constituent une collection de fossiles humains qui figure parmi les plus volumineuses au monde.
Ces populations se maintiennent jusque vers 9 000 ans av. J.-C. et vont évoluer vers la culture des capsiens (nom issu de la ville antique de Capsa, aujourd'hui Gafsa).
À partir d'environ 5300 av. J.-C., apparaissent des sociétés sédentaires qui produisent leur nourriture grâce à l'agriculture et à l'élevage. L'agriculture, apparue vers 8500 av. J.-C. au Proche-Orient, s'est diffusée progressivement vers les régions voisines. Les premières preuves de poterie, de céréales domestiques et d'élevage se trouvent dans le nord du Maroc environ deux siècles plus tard que les sites de la péninsule Ibérique à Kaf Taht el-Ghar (KTG) vers 5350 av. J.-C. cal. Les vestiges des premiers contextes néolithiques montrent principalement une ascendance néolithique européenne, ce qui suggère que l'agriculture a été introduite par des migrants européens et a ensuite été rapidement adoptée par des groupes locaux. Des sites néolithiques, montrent l'apparition d'une sédentarisation et la naissance de l'agriculture notamment près de Skhirat (Nécropole de Rouazi-Skhirat) et de Tétouan (grottes de Kaf Taht el Ghar et de Ghar Kahal),.
Au Néolithique moyen, une nouvelle ascendance venant du Levant apparaît au Maghreb, coïncidant avec l'arrivée du pastoralisme dans la région. Ces changements d'ascendance dans la néolithisation du nord-ouest de l'Afrique reflètent probablement un paysage économique et culturel hétérogène, dans un processus plus multiforme que celui observé dans d'autres régions.
Des peintures rupestres sont aussi visibles partout dans le Maghreb (gravures rupestres de Tassili ou celles de la région de Figuig). Leur datation est estimée entre 8000 pour les plus anciennes jusqu'au Ve siècle av. J.-C..
Le long épisode du Sahara vert se situe lors de l'optimum climatique de l'Holocène (entre l'événement climatique de 8200 AP et l'événement climatique de 5900 AP).

## Antiquité

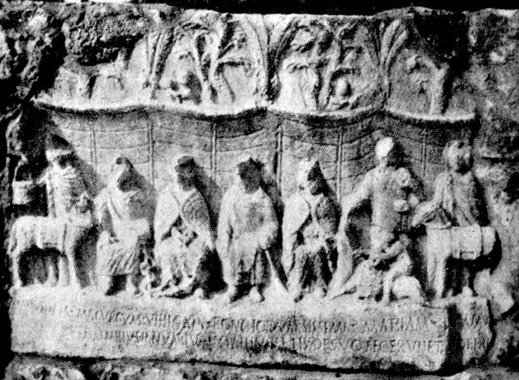
Photographie ancienne du bas-relief des sept personnages dit des Dii Mauri, calcaire, IIIe siècle apr. J.-C., provenant d’El-Ayaida.

- Vers 1100 av. J.-C. : expansion phénicienne en Afrique du nord et création de nombreux comptoirs le long des côtes dont Carthage, et Utique.
- En 814 av. J-C. Fondation de Carthage par les Phéniciens.
- 202 av. J-C. Fondation de la Numidie et de sa capitale Cirta par Missinissa en unifiant les deux royaumes des Massyles et Masaesyles.

À partir du IIIe siècle av. J.-C., entre 264 et 146, les guerres puniques opposent la république romaine à Carthage. Ces conflits aboutissent à la destruction de Carthage et à l'implantation durable de Rome dans le nord de l'Afrique, d'abord dans la province d'Afrique. La présence romaine s'étend ensuite au reste de l'Afrique du Nord et au Maghreb. Elle affronte le roi de Numidie Jugurtha en 112-105 durant la guerre de Jugurtha. Les conquêtes de Jules César annexent les derniers territoires numides et forment une seconde province romaine, l'Africa Nova. 

En 40, Caligula annexe le royaume de Maurétanie et permet à l'Empire romain d'occuper toute l'Afrique du Nord. L'ancien territoire de Maurétanie est divisé en deux provinces, la Maurétanie césarienne et la Maurétanie tingitane. Cette période de structuration territoriale est marquée par plusieurs révoltes comme celle de Tacfarinas, de 17 à 24, qui secoue la Numidie. Afin de prévenir les tentatives de soulèvements, Auguste poste la Legio III Augusta. La présence militaire renforce la romanisation des territoires.
Ier et IIe siècles : les Berbères embrassent le christianisme comme symbole de résistance à l'occupant naguère païen[réf. nécessaire].

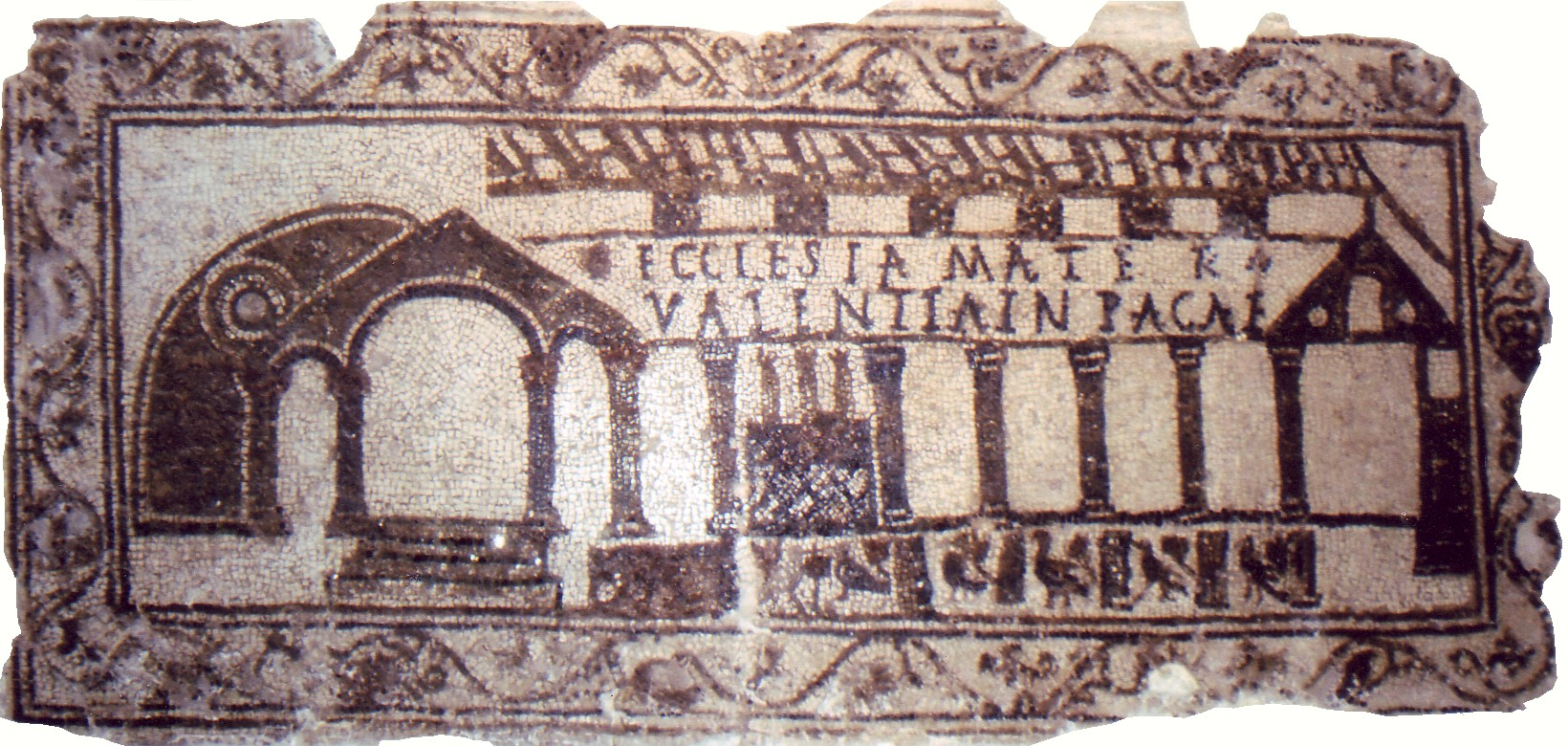
Mosaïque dite de l’Ecclésia Mater.

Les cités de ces nouvelles provinces romaines subissent un important brassage de populations et la présence romaine permet de grandes réalisations urbanistiques et architecturales, comme à Timgad dont la croissance est remarquable durant les Sévères. En 193, Septime Sévère, originaire de Leptis Magna, devient empereur romain et est un exemple représentatif de l'intégration des élites locales. Il mène des campagnes en Afrique, sa région natale, notamment contre les Garamantes. Il favorise également la nomination de notables issus des territoires africains.
En 212 : tous les habitants de l'Empire, dont ceux des provinces d'Afrique deviennent citoyens romains (édit de Caracalla)[réf. nécessaire]
Le christianisme en Afrique romaine jouit d'une certaine vitalité mais subit les persécutions de l'empereur Dioclétien au début du IVe siècle. Après l'édit de Milan, la christianisation progresse très rapidement au sein des élites romaines d'Afrique. En 380 : le christianisme, religion officielle de l'empire. Les Berbères choisissent le donatisme, en rupture avec l'Église romaine, et prennent part à la révolte des Circoncellions[réf. nécessaire]. En 395 Augustin de Thagaste est élu évêque d'Hippone (actuelle Annaba en Algérie).
Entre 439 et 533, le Maghreb subit la pression des peuplades germaniques. Les Vandales dirigés par Genséric occupent Carthage et chassent l'occupant romain pour s'installer à sa place. Il fonde le royaume vandale. En 455, ils mettent Rome à sac pour la 3e fois de son histoire, après Brennos et Alaric Ier.
- 534 : Bélisaire, général byzantin occupe Carthage et le Constantinois, qui deviennent le cœur de l'exarchat de Carthage. Entre-temps, les Berbères réussissent à résister aux Vandales et s'organisent en royaumes.

## L'islamisation (647 à 709)

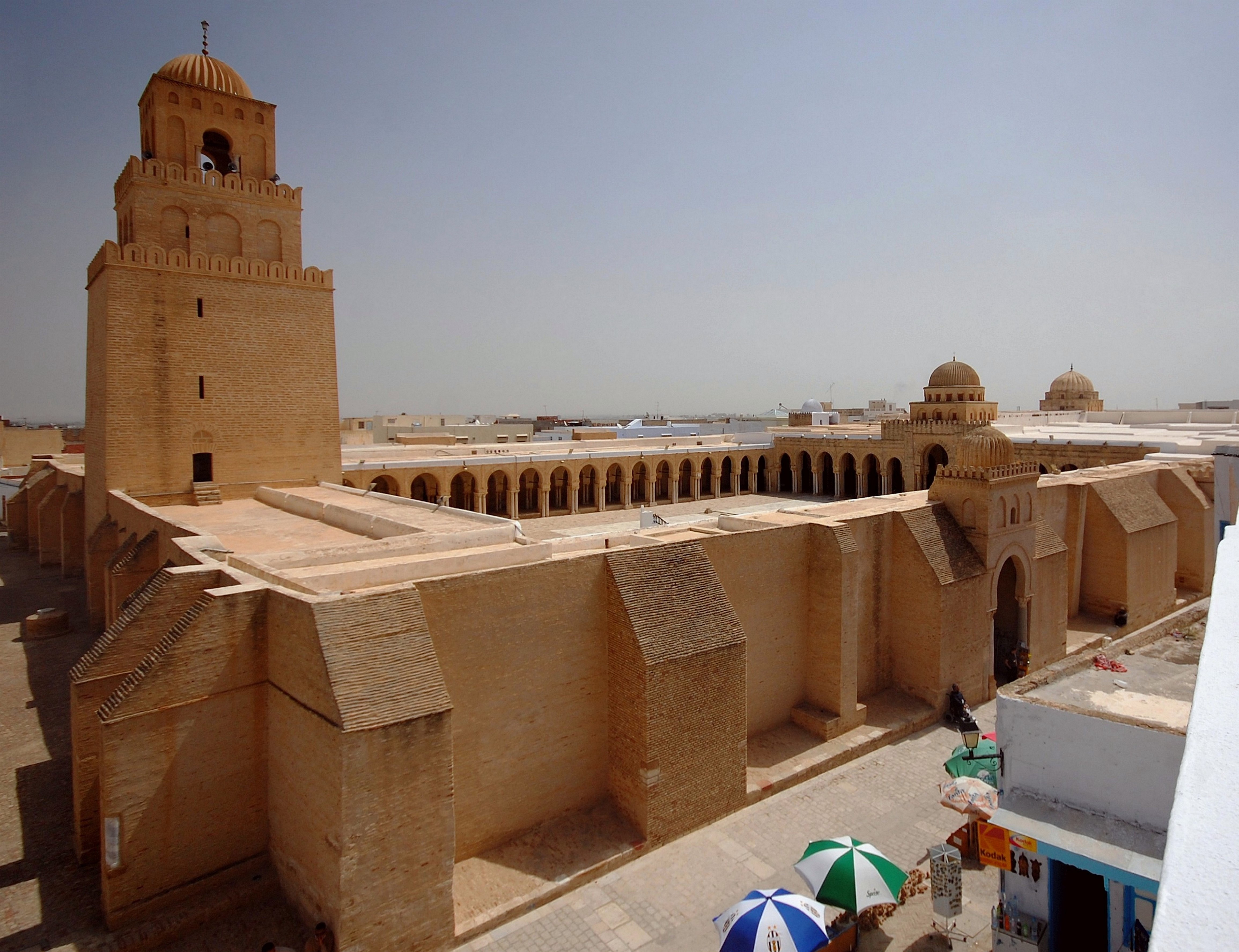
La grande mosquée de Kairouan fondée par Oqba Ibn Nafaa en 670, est une des plus anciennes mosquées du Maghreb ; elle date dans sa forme actuelle du IXe siècle (836-875), Kairouan, Tunisie.

La conquête musulmane du Maghreb prend comme point de départ Fostat, fondée en 641, et traverse le désert lybien, capturant la Cyrénaïque et la Tripolitaine. En 647 : Autorisation des premiers raids vers le Maghreb par Othman ibn Affan, puis devant leur succès, une expédition est préparée la même année et placée sous la direction du gouverneur d'Égypte, Abdallah ibn Saad[réf. nécessaire]. Cependant, l'expansion est interrompue une première fois par la Grande discorde au sein du califat. 
Elle est relancée vers 666 avec la prise des oasis de Fezzan par Oqba Ibn Nafi al-Fihri qui prolonge la conquête et fonde en 670 Kairouan et sa grande mosquée. La cité sert de base pour l'islamisation et les conquêtes de tout le Maghreb, cependant une seconde interruption des conquêtes a lieu à cause de la résistance des Berbères. Ils reprennent Kairouan en 683 après la mort d'Uqba.
En 688, des contingents sont envoyés afin de reprendre Kairouan, puis en 695 pour conquérir Carthage. Entre 695 et 700, les tribus berbères fédérées par Dihya s'opposent et entravent de nouveau les conquêtes arabes. Cependant, elle est vaincue peu après 700 et les berbères se rallient aux Omeyyades. Le gouverneur Moussa Ibn Noçaïr achève la conquête du Maghreb et chasse les byzantins. La conquête du Maghreb est achevée en 711.

## 711-1500
- 742 : Fondation du Royaume Sufrite de Tlemcen (l'ouest de l'Algérie), le Royaume Ifrenide.
- 745 : les Berbères kharidjites dirigés par les Ifrenides s'emparent de Kairouan.
- 777 :  Abd al-Rahmân Ibn Rustom fonde la dynastie ibadite des Rostémides de Tahert (Algérie).
- 789 : Idris Ier fonde la dynastie des Idrissides de Fès.
- 800 : le calife abbasside Haroun ar-Rachid nomme Ibrahim ibn al-Aghlab comme émir héréditaire de l'Ifriqiya (Tunisie).
- 902 : Pour la mise en place du califat chiîte Fatimide les Kutamas de petite Kabylie (Algérie) renversent les aghlabides et obtiennent un serment d'allégeance du peuple.
- 910 : Ubayd Allah al-Mahdi, de la lignée des Fatimides, venu d'Orient, est reconnu comme calife à Raqqada avant de fonder une nouvelle capitale à Mahdia.
- 935 : Fondation de la ville d'Achir par Ziri ibn Menad, dont descend la dynastie Ziride.
- 972 : Bologhine Ibn Ziri est nommée Emir de l'Ifriqiya par le calife Fatimide.
- 973 : Al Mansur, vizir du califat omeyyade de Cordoue, séjourne au Maghreb et recrute massivement des Berbères.
- 1014 : Séparation de la ligné Hammadides de celle des Zirides dont ils sont les descendants directs..
- 1015 : Hammad ibn Bologhine, second fils de Bologhine ibn Ziri fondent la dynastie indépendante des Hammadides dans le Maghreb central (Algérie) dont la Qalaa est la capitale.
- 1016 : début du règne de Muizz ibn Badis, de la dynastie des Zirides.
- 1040 : Le mouvement Almoravide naquit parmi un groupe de tribus berbères sahariennes dont Azougui (Mauritanie) est la capitale.
- 1048 : Indépendance des Zirides face aux Fatimides.
- 1052 : invasion hilalienne de l'Ifriqiya et victoire des Banu Hilal sur les Zirides.
- 1062 : les Almoravides (al-Morabiṭoune) fondent Marrakech et étendent leur empire sur le Maghreb occidental.
- 1087 : une coalition chrétienne comprenant des Génois, des Pisans, des Amalfitains, et des Normands d'Italie, attaque Mahdia qui est prise, pillée, et saccagée.
- 1091 : Les Hammadides se replient vers le littoral et font de Bougie (aujourd'hui Béjaïa) leur capitale.
- 1123 : attaque navale normande sur Mahdia : la flotte est dirigée par Christodulus, un Grec ou un musulman (nommé en arabe "Abdul-Rahman al-Nasrani") au service des Normands. Échec de l'expédition.
- 1135 : les Normands dirigés par l'amiral Georges d'Antioche, un Grec arabophone autrefois au service des Zirides, attaquent l'île de Djerba et s'en emparent.
- 1140 : attaque normande sur Tunis.
- 1146 : les Normands du roi de Sicile, Roger font la conquête de Tripoli (Libye actuelle).
- 1148 : conquêtes normandes de Mahdia, de Sousse, de Gabès, et de Sfax ; les Normands contrôlent tout le littoral de Sfax à Gabès.
- 1153 : conquête normande d'Annaba.
- 1160 : les Almohades (Al-Muwaḥḥidun : الموَحدون), nouveaux maîtres du Maghreb, chassent définitivement les Normands.
- 1206 : cheikh Abû Muhammad `Abd al-Wâhid ben Abî Hafs suzerain des Almohades devient gouverneur de Tunis.
- 1228 : Son fils Abû Zakariyâ Yahyâ lui succède, fonde le royaume Hafside et se proclame un an après indépendant du calife de Marrakech sous prétexte que celui-ci avait embrassé le sunnisme.
- 1235 : Yaghmoracen Ibn Ziane fonde la dynastie Zianides avec Tlemcen comme capitale.
- 1244 : Les Mérinides renversent les Almohades qui règnent toujours sur le Maghreb occidental et prennent le pouvoir de celui-ci.
- 1270 : la Huitième croisade menée par Louis IX, roi de France, assiège Tunis sans succès.
- 1285 : Bejaia devient capitale du royaume Hafside de l'ouest.
- 1325 : début des voyages d'Ibn Battûta.
- 1348 : la Grande peste ravage le Maghreb.
- 1377 : Ibn Khaldoun écrit les Muqaddima (Prolégomènes), livre de sciences sociales pionnier, décrivant l'histoire et la sociologie du Maghreb.
- 1465 : les Mérinides disparaissent définitivement de la scène politique, avec l'assassinat du sultan Abu Muhammad Abd al-Haqq.
- 1472 : Les Wattassides prennent le pouvoir du Maghreb Occidental (Maroc) aux côtés des Zianides au Maghreb Central (Algérie) et les Hafsides au Maghreb Oriental (Tunisie et Libye).

## Période ottomane
Le Maghreb (Libye, Tunisie et Algérie) est sous califat ottoman à l'exception du Maghreb occidental (Maroc) qui devient vassal du royaume d'Alger sous la domination de ses barbaresques sur les côtes du Nord du Maroc,.

### L'arrivée au Maghreb
Entre le 16e et le 18e siècle, l'Empire ottoman s'étend jusque dans le Nord de l'Afrique et plus particulièrement dans des régions au Maghreb, le Maroc ayant une situation différente et particulaire. La prise du Maghreb par l’Empire ottoman a apporté sur son passage bon nombre de modifications et notamment à travers le domaine politique. Ce divisant en trois grandes catégories soit la période des Pashas (1574-1591), celle des Deys (1591-1631) et celle des Mouradites (1631-1702), la région du Maghreb, à travers diverses régions et villes comme Tunis, semble se retrouver au centre de plusieurs régimes politiques aux fonctions variées.
Au fil de ces dynasties, les villes de Tunis, Alger, et Tripoli sont principalement autonomes bien qu’elle partage bon nombre de point et de liens entre elles, précisément par les circulations humaines prédominant à l’époque.

### Dans le quotidien des locaux
Tout au long de la période ottomane, les divers changements et surtout les répercussions politiques en raison des conflits se font sentir sur les populations locales. À titre d’exemple, les armées et plus précisément les janissaires se montrèrent tout particulièrement violents et dissidents envers les citoyens. En effet, si l’historien Henri Delmas de Grammont en parlait dès la fin du 19e siècle dans son recueil Histoire d’Alger sous la domination turque, 1515-1830, des ouvrages plus récents comme celui de Leïla Temime Blili de 2021, The Regency of Tunis, 1535-1666: Genesis of an Ottoman Province in the Maghreb en font également mention.
Sous l’Empire ottoman, plusieurs soldats ont pu avoir une mobilité complète à travers les hiérarchies militaires. Cette mobilité s’exprime d’ailleurs par un fonctionnement de relèvement souple et par une absence importante de réglementation. Ce manque se fit rapidement sentir dans les corps militaires et entraina plusieurs abus de leur part. Dans les villes de Tunis, Alger et Tripoli, on remarque des pillages de vergers locaux, des prises et des confiscations d’étalage de marché en plus d’attaques physiques sur les populations, surtout chez les femmes et les enfants. Il n’était pas rare que les populations soient victimes de pillages. À Tripoli, on estime que ces actions ont perduré pendant près de 15 ans sous l’interprète du sultan, Darwish Muhammad.

### Une économie modifiée
Avant l’arrivée des Ottomans dans la région, le Maghreb se retrouve d’ores et déjà en difficulté économique au 15e siècle. Néanmoins, la création et la consolidation d’un Empire aussi grand et les mouvements de conversions islamiques entrainent des mouvements économiques par la mise en place de caravane. Bien qu’elle soit avant tout présente sur les terres du Maghreb, celles-ci jouent toutefois un rôle important dans les circuits commerciaux dans toutes les parties de l’empire et les pays islamisés. Le nord de l’Afrique est alors inclus dans l’économie globale de l’Empire ottoman.

L’importance de l’agriculture sous l’Empire ottoman fut telle que celui-ci permit la mise en place de plusieurs sortes de revenu, dont deux types d’imposition foncière. Si par le kharâj on assiste à un impôt agissant sur l’ensemble des terres nouvellement conquises et sur celle qui, d’ores et déjà, appartient à l’empire sous l’espèce sonnante et trébuchante, l’ushur quant à lui s’attarde davantage à la terre par son caractère foncier. Ces fameuses donations dites foncières étaient d’ailleurs réglées soit en nature (bien qu’il ne soit pas précisé le type de ressources) ou en espèces directement prélevé par l’administration gouvernante, par les fermes directement ou bien par la concession de droit fiscal, notamment à des chefs et des dignitaires assurant ainsi la sécurité aux routes caravanières.

### Chronologie d'événements
- 1492 : l'Espagne est entièrement reconquise (prise de Grenade) par les chrétiens. Juifs et musulmans sont expulsés vers le Maghreb
- 1505 -1510 : tentatives espagnoles pour contrôler les côtes du Maghreb. Construction de la forteresse espagnole, le Penon en face du port d'Alger.
- 1509 :  Les Saadiens, arabes originaires de Yanbou, luttent contre les Wattassides pour prendre le pouvoir dans l'actuel Maroc, ils établissement de la principauté saadienne à Tagmadert.
- 1516 : Arudj Barberousse prend Alger à la tête de 1 300 turcs et d’une flotte de 16 galiotes. Il devient maître de la ville après avoir fait assassiner l'émir Salim at-Toumi et est proclamé sultan d'Alger[24].
- 1518 : Aruj et Ishak Barberousse meurent en défendant Tlemcen contre les Espagnols.
- 21-25 octobre 1541 : échec du siège d’Alger par Charles Quint[25]. Un corps expéditionnaire de 15 000 hommes et 300 navires réussit à débarquer, mais la tempête disperse les navires, entraîne des pertes en vivres et en munitions. Charles doit rembarquer sans pouvoir prendre la ville. La défense de la ville est assurée par 800 Turcs de l’odjak, avec auxiliaires de 5 000 hommes.
- 1519 : Kheireddine Barberousse est proclamé « sultan d'Alger »[26].
- Khayr ad-Din Barberousse fait allégeance au sultan de Constantinople Sélim Ier qui envoie à Alger 6 000 hommes dont 2 000 janissaires et le nomme émir des émirs (beylerbey) du Maghreb central.
- 1521 : il s’empare de Constantine, Annaba (1522), Ténès, Cherchell et Mostaganem.
- 1524 : Les Saadiens s'emparent de Marrakech.
- 1529 : Kheireddine Barberousse rase le Peñon et fait construire un môle qui relie les quatre îlots à la cité. Alger a désormais son port. C’est l’acte de naissance de la régence d’Alger, « république militaire ».
- 1536 : Première alliance Franco-algérienne, entre Khair-Eddine Barberousse et François Ier.
- 1540 : le Pape Paul III lance une croisade contre les Algériens mais les Ottomans interviennent et écrasent Charles Quint lors du siège d'Alger.
- 1549 : Les Saâdiens prennent Fès et remplacent les Wattassides au pouvoir.
- 1550 : Les régions toujours sous gouvernance des Zianides sont annexés à la Régence d'Alger.
- 1554 :Salah Raïs aide le dernier sultan wattaside à reprendre sa capitale Fès, qui sera tributaire de la Régence d'Alger, la ville sera reprise la même année par les Saadiens[27].
- 1557 : Hassan Pacha d'Alger fait assassiner Moulay Mohammed ech-Cheikh le saâdien à la suite de son complot avec les Espagnols et envoie sa tête à Constantinople.
- 1557 : Ahmed al-Mansour Addahabi s'installe dans la Régence d'Alger pour sa sécurité et y reste jusqu'en 1574.
- 1578 : Bataille des trois rois, opposant les Saadiens aux portugais pour empêcher leur invasion.
- 1578 : Ahmed Al-Mansour Addahabi prend le pouvoir, le royaume connait une période de paix entre les Saâdien, les Ottomans et la Régence d'Alger, grâce à l'éducation et la vie menée à Alger et son séjour à  Istanbul.
- 1659 : L'assassinat du sultan Saadien Ahmed el-Abbas par son oncle marque la chute de la dynastie.
- 1689 : la Régence d'Alger s'empare de Tunis sous le dey Hadj Chabane.
- 1711 : Le dixième Dey Baba Ali Chaouch fait de la Régence d'Alger un état autonome de la sublime porte.

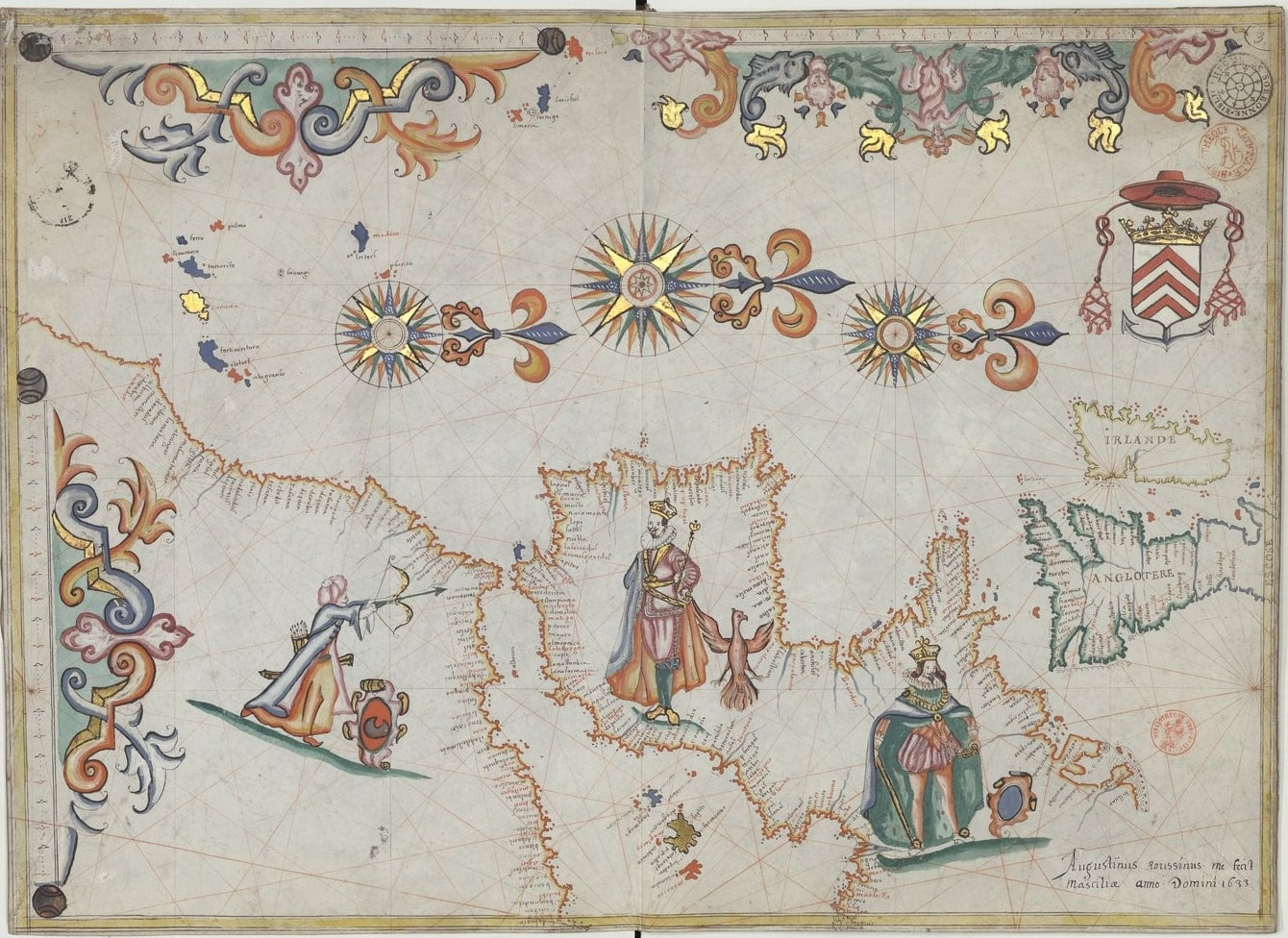
L'image résume les rapports de force en Méditerranée vers 1633. Un archer maure (représentant le sultan d'Alger), bande son arc et pointe sa flèche en direction du roi d'Espagne, Philippe IV qui regarde vers lui, tandis qu'en retrait le roi de France Louis XIII semble les surveiller du coin de l'œil.

## Émergence des nations
Avec l'émergence des nations, l'histoire se singularise pour chaque nation, puis avec l'indépendance pour chaque nation.

### Émergence de la nation algérienne
- Les origines du nationalisme algérien:
  - 1827 : crise diplomatique entre la France et le bey d'Alger
  - 1830 : les troupes françaises prennent Alger, début de la colonisation
  - 1838-1847 : résistance d'Abd el-Kader (Abdelkader ibn Muhieddine)
  - 1848 : l'Algérie est déclarée territoire français et départementalisée

Depuis 1830 jusqu'à son indépendance, l'Algérie est sous administration française.
- 1927: Création de l'étoile nord-Africaine par le militant indépendantiste Messali Hadj. Il est avec son épouse à l'origine du drapeau algérien dans les années 1930.
- 1931: Création de l'Alliance des Ouléma d'Algérie par l'Imam Abdelhamid Ben Badis
- 1945 : Insurrection de Sétif. Ce soulèvement fait plusieurs milliers de morts civils, massacrés par les troupes françaises et les harkis.
- 1954: le 1er Novembre Mohamed Boudiaf donne le signal pour lancer les premières opérations de résistance pilotées par le Front de libération nationale, c'est la Toussaint rouge.
- 1962 : Indépendance de l’Algérie

### Émergence de la nation libyenne
Alors que les grandes puissances européennes poursuivent leur expansion en Méditerranée, le royaume d'Italie cherche à développer son propre empire colonial. L'ancienne province romaine de « Libye » paraît le territoire le plus aisé à conquérir pour l'Italie, qui peut se prévaloir de l'avoir déjà possédée. La bienveillance de la France et du Royaume-Uni à l'égard de leurs ambitions pousse les Italiens à agir et, en septembre1911, l'Italie remet un ultimatum à la Sublime Porte, annonçant son intention d'occuper la Tripolitaine et la Cyrénaïque pour garantir la vie et les biens de ses propres sujets présents dans le pays. La guerre italo-turque, bien que plus difficile que prévu pour les Italiens, tourne finalement à leur avantage. Le 5 novembre 1911, un décret royal déclare la Tripolitaine et la Cyrénaïque parties intégrantes du royaume d'Italie. Au printemps 1912, la zone côtière est entre les mains des Italiens. Le 17 octobre 1912, par le Traité d'Ouchy, l'Empire ottoman renonce à sa souveraineté sur les régions conquises par l'Italie. Les territoires de l'ancienne régence de Tripoli sont désormais désignés par les Italiens du nom de Libye, reprenant la désignation de l'ancienne province africaine de l'Empire romain.
Jusqu'à son indépendance, la Libye est sous administration italienne.
La Libye connaît à partir de 1938 un regain de tension, dû au rapprochement de l'Italie avec l'Allemagne nazie. Les frontières de la Libye avec le protectorat français de Tunisie, le royaume d'Égypte et les colonies françaises en Afrique ont été délimitées par une série de traités entre 1910 et 1935, mais un nouveau litige a lieu en 1938 avec la France au sujet de l'attribution à la Libye d'une bande de terre de 1 200 km au nord du Tibesti. Dans un contexte de tensions internationales renforcées, la proximité de la Libye italienne avec le Protectorat français de Tunisie suscite des inquiétudes de part et d'autre.
Le 28 juin 1940, peu après l'entrée en guerre de l'Italie, Italo Balbo meurt dans un incident aérien. Rodolfo Graziani est rappelé en Libye pour lui succéder. L'offensive menée par Graziani, sur ordre de Mussolini, contre les forces britanniques de Archibald Wavell, est un échec, qui tourne à la déroute pour les Italiens lors de la contre-offensive alliée. En février1941, les Britanniques occupent Benghazi; l'Afrikakorps d'Erwin Rommel est appelée à la rescousse des Italiens et les combats se poursuivent jusqu'en1943, quand la contre-offensive de Bernard Montgomery aboutit à l'occupation de Tripoli. Les Forces françaises libres prennent quant à elles le contrôle du Fezzan et du Ghadamès au sud-ouest du pays. À la fin de la guerre mondiale, la Tripolitaine et la Cyrénaïque sont sous occupation britannique, et le Fezzan sous occupation française. L'émir Idris, naguère exilé par les Italiens, fait un retour triomphal en Cyrénaïque en1945.

### Émergence de la nation marocaine
- Origines du nationalisme marocain:
  - 788 : Fondation par Idriss 1er de la dynastie des Idrissides à Volubilis, capitale de l'ancien royaume de Maurétanie. Idris II fonde plus tard la ville de Fes, capitale de la dynastie Idrisside.
  - 1056 : la dynasie Almoravide unifie l'Ouest du Maghreb, le Sahara occidental et l'Andalousie musulmane. Youssouf Ibn Tachefine fonde Marrakech et inaugure l'ère des Empire arabo-amazighs qui réussissent à unifier le Maghreb à plusieurs reprises.
  - 1472 : disparition de la dynastie Mérinide, et avec elle de l'ère des Empires arabo-amazighs du Moyen Âge maghrébin
  - 1578 : échec de l'invasion portugaise à la suite de la victoire marocaine lors de la Bataille des trois Rois. Début de l'ère des empires chérifiens, qui succède et met fin à une longue période de recul face aux ibériques
  - 1844 : défaite du Maroc face à la France lors de la Bataille d'Isly. Le Maroc est forcé de cesser son soutien à la résistance algérienne incarnée par l'Emir Abdelkader.
  - 1864 : ouverture du Maroc au commerce européen
  - 1906 : le Maroc est placé sous tutelle des puissances européennes à la suite de la conférence d'Algésiras, Tanger devient « ville internationale »
  - 1912 : protectorat français sur le Maroc (traité de Fès) et protectorat espagnol au nord. Insurrection à Fès et début de la résistance armée des tribus et des seigneurs féodaux marocains. La plupart finit par se rallier au Makhzen et aux aurotités du protectorat au terme de la campagne dite de pacification menée par le Maréchal Lyautey.
  - 1921 : Victoire de la résistance des tribus du Rif dirigées par l'Emir Abdelkrim, face à l'armée espagnol lors de la Bataille d'Anoual. C'est le début de la guerre du Rif.
  - 1944 : le 11 janvier les partis naionalistes annonce la signature du Manifeste de l'Indépendance
  - 1955 :  Après deux années d'insurrection nationaliste à la suite de l'exil forcé du Sultan Mohammed V, les négociations pour l'indépendance du Maroc commencent et aboutissent au retour triomphale du Sultan qui déclare l'indépendance le 18 novembre 1955, mettant ainsi un terme au  régime du protectorat qui durait depuis  plus de 40 ans.

### Émergence de la nation sahraouie
- 1884 : protectorat espagnol au Sahara occidental.
- 1963 :  le Maroc inscrit le territoire du Sahara occidental comme territoire non autonome aux Nations-Unies, afin de mettre fin au protectorat espagnol sur le territoire.
- 1975 : le Maroc organise la marche verte et précipite le départ des espagnols
- 1976 : indépendance non reconnu par les Nations-Unies du Sahara occidental proclamée par le Front Polisario, soutenu par l'Algérie. Le Maroc signe les accords de Madrid avec l'Espagne et la Mauritanie et récupère les deux tiers du territoire après le retrait des espagnols. Le Polisario conteste ses accords et déclare la guerre. En 1979 le Maroc récupère la partie administrée par la Mauritanie après le retrait de l'armée mauritanienne.
- 1991 : Cessez-le-feu entre le Maroc et le front Polisario. Le Maroc contrôle 80% du territoire, administré comme faisant partie de ses provinces du sud.
- 2021. Reconnaissance du Sahara Marocain par les États-Unis.

### Émergence de la nation tunisienne
- Les origines du nationalisme tunisien:
  - 1705 : Al-Husayn I ibn Ali, gouverneur Ottoman du Beylik de Tunis, se proclame Bey de Tunis et installe un pouvoir monarchique et héréditaire. Il est le premier monarque de la dynastie husseinite qui subsistera jusqu'en 1957.
  - 1827 : Le drapeau tunisien est officiellement adopté. Les Beys successifs adoptent des réformes progressistes calquées sur celles de l'Empire Ottoman, mais élargissent considérablement leur autonomie par rapport aux autorités ottomanes. Les Beys continuent cependant de reconnaître une souveraineté nominal aux Sultans Ottomans.
  - 1830 : L'invasion d'Alger et la conquête de la Régence d'Alger par la France menace considérablement l'indépendance de la Tunisie.
  - 1869 : la Tunisie passe sous contrôle d'une commission internationale présidée par la France
  - 1881 : protectorat français sur la Tunisie (traité du Bardo) entrainant une révolte populaire
  - 1911 : affaire du Djellaz, une affaire judiciaire tunisienne découlant d'une émeute nationaliste intervenue les 7 et 8 novembre 1911 autour du cimetière du Djellaz, le plus grand cimetière de Tunis, dont les conséquences ont été dramatiques
  - 1920 : Fondation du parti nationaliste du Destour
  - 1934 : Fondation par le militant indépendantiste Habib Bourguiba du parti Néo-destour
  - 1952 : l'assassinat du militant syndical Ferhat Hachad provoque une insurrection au Maghreb
  - 1955 : le statut de l'autonomie interne est promulgué
  - 1956 : Indépendance de la Tunisie. Un an plus tard le Bey est contraint d'abdiquer, et la république est proclamée le 25 juillet 1957. Habib Bourguiba est proclamé premier président de la république tunisienne, il restera au pouvoir jusqu'en 1987.

### Émergence de la nation mauritanienne
La brève colonisation française peut-être présentée selon la chronologie :
- 1902 : début de la pénétration coloniale française, qui fait face à une vive résistance armée et culturelle[réf. nécessaire].
- 1903 : la Mauritanie est placée sous protectorat de la France.
- 1904 : rattachement de la rive droite du fleuve Sénégal à la Mauritanie sous protectorat de la France ; arrêté du 10 avril 1904 prononçant l'éclatement du cercle de Kayhayzi et le rattachement de sa rive droite au nouveau protectorat.
- 1920 : la Mauritanie est décrétée colonie française.
- 1934 : fin de la résistance armée (bataille d'Oum Tounsi).
- 1945 : la Mauritanie est élevée au statut de territoire d’outre-mer de l’Union française.
- 1957 : la Mauritanie bénéficie de la loi-cadre (dite loi Defferre).
- 1958 : autonome, la République islamique est proclamée le 28 novembre (dans la nouvelle mais éphémère Communauté française qui remplace les anciennes fédérations administratives de territoires de l'Union française).
- 1960 : le 28 novembre, l’indépendance nationale est octroyée en vertu des accords franco-mauritaniens de restitution de souveraineté.

### Enjeux communs
La coexistence des nations n'interdit pas l'existence d'enjeux communs.
Le Maghreb kharijite, entre révolte et intégration Insurrection islamique au Maghreb et Opération Enduring Freedom - Trans Sahara.
- Union du Maghreb arabe.

## Organismes
- Société d’étude du Maghreb préhistorique, antique et médiéval (Sempam) et l’archéologie de l’Afrique du Nord[32]
- Bibliographie analytique de l’Afrique antique (BAAA)[33]